# Piotrówka (Białoruś)
Piotrówka (biał. Пятроўка; ros. Петровка; hist. Bulewicze, Piotrówka Mokra) – chutor na Białorusi, w obwodzie grodzieńskim, w rejonie werenowskim, w sielsowiecie Misiewicze, nad Dzitwą.
Dawniej kolonia. W dwudziestoleciu międzywojennym występowała także pod nazwami Piotrówka Mokra oraz Bulewicze. Leżała wówczas w Polsce, w województwie nowogródzkim, w powiecie lidzkim, w gminie Myto/Wawiórka. W 1921 miejscowość liczyła 27 mieszkańców, zamieszkałych w 4 budynkach, wyłącznie Polaków. 25 mieszkańców było wyznania rzymskokatolickiego i 2 prawosławnego.
Po II wojnie światowej w granicach Związku Sowieckiego. Od 1991 w niepodległej Białorusi.